# 24kGoldn
24kGoldn, de son vrai nom Golden Landis Von Jones (né le 13 novembre 2000 à San Francisco en Californie), est un chanteur et rappeur américain. Il accède à la notoriété en 2019 avec le titre Valentino, et atteint la 1re place des classements musicaux de nombreux pays en 2020 avec le titre Mood, en collaboration avec Iann Dior (en).

## Biographie

### Jeunesse
24kGoldn naît le 13 novembre 2000 à San Francisco d'un père noir-américain catholique et d'une mère blanche juive. Il fréquente l'université de Californie du Sud avant d'abandonner ses études pour mieux se concentrer sur sa carrière musicale.

### Carrière
24kGoldn publie son premier clip vidéo Trapper Anthem sur la plateforme YouTube en 2017, et sort son 
Billboard Hot 100, et est certifié single de platine aux États-Unis, ainsi qu'au Canada. 
En mars 2020, il dévoile le single City of Angels, lequel est certifié single d'or deux mois après sa sortie. Dans la même année, il est nommé dans la XXL Freshman Class 2020. Dans le même temps, il sort le single Mood en collaboration avec Iann Dior (en). Le titre atteint la 1re place des charts américains, allemands, australiens, autrichiens, canadiens, danois, hongrois, irlandais, néerlandais, néo-zélandais, norvégiens, portugais, suédois, suisses et britanniques.
Le 26 mars 2021, 24kGoldn sort son premier album studio, El Dorado.

## Discographie

### Album studio
- 2021 : El Dorado

### EP
- 2019 : Dropped Outta College
- 2024 : Growing Pains